# Lamouri Boufateh
Lamouri Boufateh (1930-1957) à Oum Touyour wilaya d'El-Meghaier en l'Algérie, il est un combattant et homme politique du mouvement pour le triomphe des libertés démocratiques en Algérie et à l'étranger, au sein du groupe des messalites. Il est considéré comme l'un des martyrs de la révolution algérienne contre la France. 

## Biographie
Lorsque Si Boufateh revient en Algérie en 1956, et après la congrès de la Soummam, il rejoint les rangs de l'armée algérienne, et devient un chasseur d'agents français. Il participe à plusieurs combats et réalise de nombreuses manœuvres et opérations commandos. 
Si Boufateh est arrêté avec ses frères ; ils sont torturés lors de leur emprisonnement. Il est finalement exécuté en 1957.

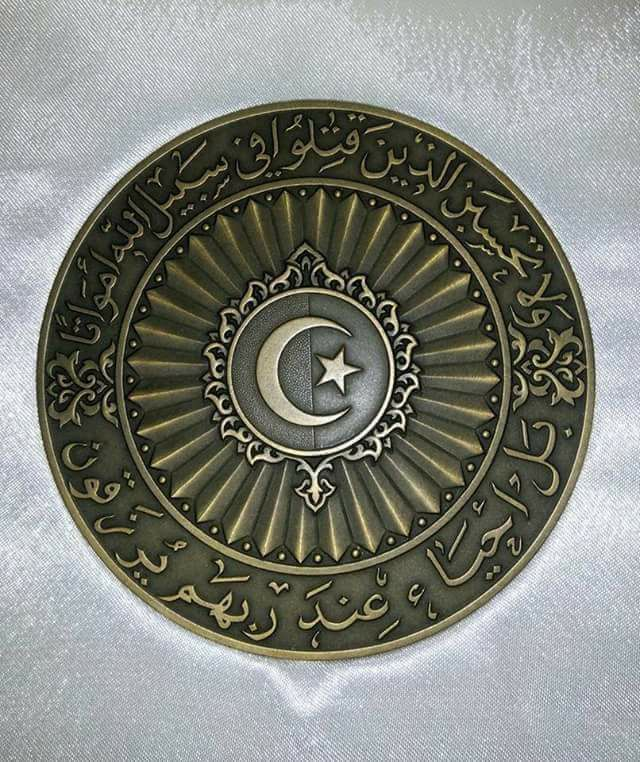
Médaille du martyr algérien a été décernée en reconnaissance des sacrifices à Lamouri Boufateh